# 2020년 7월 아르메니아-아제르바이잔 분쟁

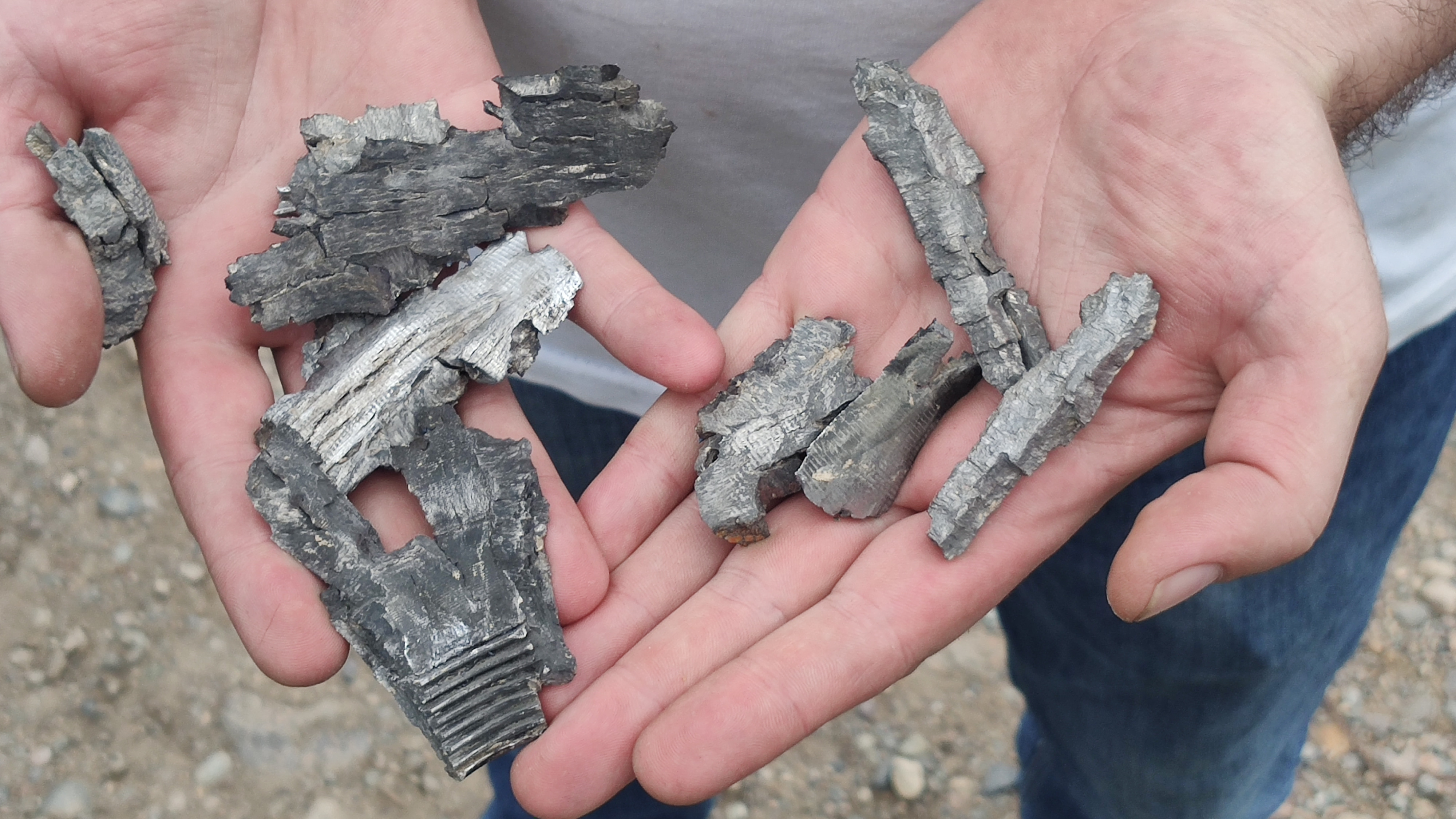

2020년 7월 아르메니아-아제르바이잔 분쟁은 2020년 7월 12일부터 시작된 아르메니아군과 아제르바이잔군 사이에서 일어나고 있는 국경 충돌 사태이다. 제일 처음의 충돌 사태는 아르메니아와 아제르바이잔의 국경 지대인 아르메니아 타부시주 모브세스, 아제르바이잔 토브스구 아그담에서 이루어졌다.

## 같이 보기
- 2020년 나고르노카라바흐 전쟁